# Lehawim
Lehavim (hebräisch לְהָבִים Lhavīm / Ləhavīm, deutsch ‚Klingen‘) ist eine Stadt im nördlichen Teil der Wüste Negev in Israel. Im Jahr 2018 betrug die Bevölkerungszahl 6350.
Die Stadt wurde im Jahr 1983 gegründet und ist eine Satellitenstadt von Beʾer Scheva. Die Distanz dorthin beträgt zwölf Kilometer. Lehavim liegt zwischen Nationalstraße Kvīsch Ləʾummī  und Haupt-Landesstraße Kvīsch Arzī Roschī  von Tel Aviv nach Beʾer Scheva an einer Kreuzung mit der Nationalstraße Kvīsch Ləʾummī  nach Arad und Rahat. Die Beduinenstadt Rahat liegt vier Kilometer westlich.
Der Charakter der Ortschaft ist geprägt von Einfamilienhäusern; das soziokulturelle Niveau der Bewohner ist hoch. Lehavim gehört zu den zehn wohlhabendsten Gemeinden Israels. Die meisten Bewohner Lehavims sind ehemalige Einwohner Beʾer Schevas und meistens weiterhin in der nahen Zentralstadt beschäftigt.
Ortschaften mit einem ähnlichen Charakter wie Lehavim in der Region sind ʿOmer und Meitar.

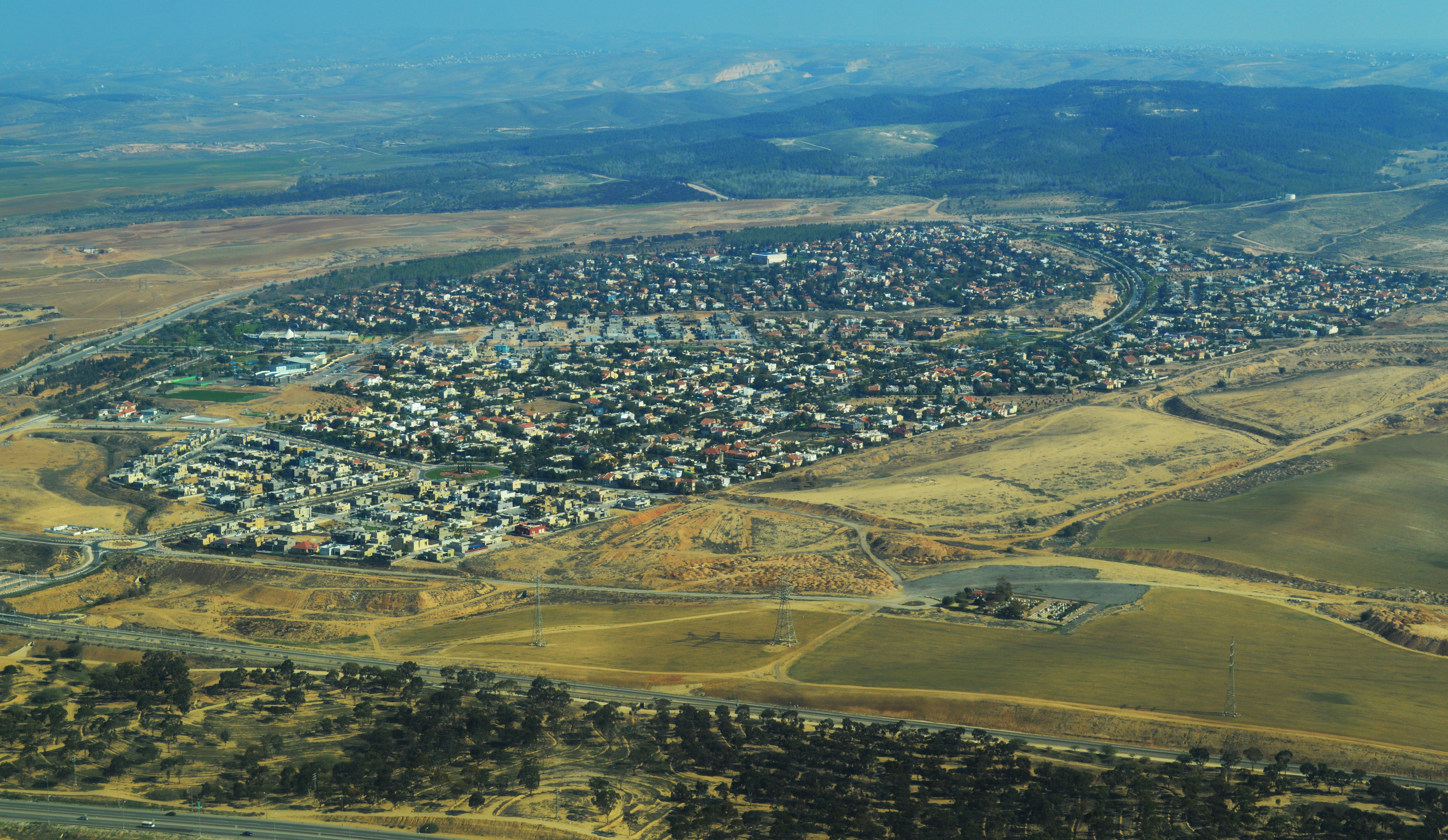
Luftbild Lehavims nordöstlich umfasst vom Wald der deutschen Länder vor dem bewaldeten Har Lehavim, vorn der Wald Jaʿar Dudaʾim, 2012

Die Stadt liegt in der halbwüstenhaften Übergangszone des Negevs am Übergang zu Schfelah im Norden und Judäischem Bergland im Osten. Die Abweidung der umliegenden Felder ist von hoher wirtschaftlicher Bedeutung für die benachbarten Beduinen. Im Osten erhebt sich der 518 Meter hohe Har Lehavim (hebräisch הַר לְהָבִים), auf dem und um den sich das Waldgebiet Jaʿar Lahav (hebräisch יַעַר לַהַב) erstreckt, das seit 1952 durch Wiederaufforstung in mehreren Etappen entstand.
Der westliche Ausläufer des Jaʿar Lahav ist der ab 1991 angepflanzte Wald der deutschen Länder (hebräisch יַעַר מְדִינוֹת גֶּרְמַנְיָה Jaʿar Mədīnōt Germanjah, deutsch ‚Wald der Staaten Deutschlands‘), der auf einem 1,6-km-langem und bis zu 300-m-breitem Geländestreifen Lehavim nordöstlich umfängt und von der Nationalstraße Kvīsch Ləʾummī  abschirmt, die den Ort in weitem Bogen umgeht. Am 23. Juni 2007 wurde an der israelischen Hauptstrecke Naharija–Beʾer Scheva westlich Lehavims der neue Bahnhof Lehavim-Rahat eingerichtet.